# Nikołaj Karasiow
Nikołaj Aleksiejewicz Karasiow, ros. Николай Алексеевич Карасёв (ur. 29 listopada 1939 w Moskwie) – rosyjski lekkoatleta reprezentujący Związek Radziecki, specjalista pchnięcia kulą, wicemistrz Europy.
Wystąpił w konkursie pchnięcia kulą na igrzyskach olimpijskich w 1964 w Tokio, gdzie zajął 6. miejsce w finale. Zwyciężył w finale Pucharu Europy w 1965 w Stuttgarcie. Zdobył srebrny medal na uniwersjadzie w 1965 w Budapeszcie.
Zdobył srebrny medal w tej konkurencji na mistrzostwach Europy w 1966 w Budapeszcie, za Vilmosem Varjú z Węgier, a przed Władysławem Komarem. Zwyciężył na europejskich igrzyskach halowych w 1967 w Pradze. Na kolejnych europejskich igrzyskach halowych w 1968 w Madrycie wywalczył brązowy medal. Na mistrzostwach Europy w 1969 w Atenach zajął 8. miejsce. W finale Pucharu Europy w 1970 w Sztokholmie zajął 4. miejsce.
Karasiow był mistrzem ZSRR w pchnięciu kulą w latach 1964–1967 i 1969, a w latach 1965–1967 halowym mistrzem ZSRR.
Rekord życiowy Karasiowa wynosił 19,74 m (23 lipca 1970 w Leningradzie).